# Dendropsophus arndti
Dendropsophus arndti é uma espécie de anfíbio anuro da família Hylidae. O seu estado de conservação ainda não foi avaliado pela Lista Vermelha da UICN. Está presente na Bolívia.